# Budapest (album)
A Budapest Deborah Henson-Conant hárfás 1992-ben megjelent albuma, melyet a magyar főváros hangulata inspirált, és amelynek szerzeményeit részben Budapesten készítette és rögzítette.
Az albumon tíz felvétel található. A különféle internetes lemezboltok a crossover dzsessz és a post-bop műfajába sorolják, Henson-Conant meghatározása szerint az „örömzenélés” (jam) és improvizációk során a lemez stílusa a funky groove, a népzene és a világzene keverékéből áll össze.
A felvételeken az elektroakusztikus hárfa, a gitár, a basszusgitár és az ütős hangszerek kapnak nagyobb szerepet. (Henson-Conant ugyanebben az évben működött közre az első, tisztán elektromos hárfa kifejlesztésében Franciaországban, a Camac hárfagyárban.)

## Közreműködők
A komponálásban és a felvétel elkészítésében a Special EFX együttes tagjai vettek részt, akikkel Henson-Conant három évig dolgozott együtt. Chieli Minucci gitáron, a magyar származású George Jinda (Jinda György) pedig ütős hangszereken játszik. Az együttesnek különböző időpontokban más tagjai is voltak. Rajtuk kívül hallható még a lemezen Mark Johnson szaxofonos és Victor Bailey, a Weather Report utolsó basszusgitárosának a játéka is. (Bár nincs róla adat, de feltételezhető, hogy Henson-Conant hallott Joe Zawinul, a Weather Report alapítójának magyar szintó cigány származásáról, és a zenéjét talán magyar vándorhárfás hagyományok is inspirálták.)

## Kiadások
Az elmúlt évtizedekben az albumot több kiadó többször is megjelentette, Európában a német Laika Records forgalmazza. Ennek a kiadásnak az a különlegessége, hogy a borítót megváltoztatva elhelyezték rajta Henson-Conant portréját is. Az eredeti borítón ugyanis csak a neve és a Budapest szó olvasható, utóbbi arany betűkkel van szedve, a borító háttere pedig a Dunát idézi, a sejtelmes, kék színű hullámok csillogását.
Az Egyesült Államokban kiadtak egy különleges aranyozott sorozatot is a lemezből, amit Henson-Conant névre szóló ajánlással, aláírva küld meg a vevőnek. Létezik továbbá egy „kiadatlan” változat is, ami csak napjainkban került elő Henson-Conant készleteiből, de mára már ez is elfogyott. Az album most teljes egészében letölthető a hárfás honlapjáról.

## Értékelések
A hivatalos lemezismertető szerint Henson-Conant azon lemeze ez, amelybe a legnagyobb erőfeszítéseket fektette. Egy helyütt ő maga azt írja róla, hogy „ez talán a legjobban szóló, leggyönyörűbb albumom, amit valaha is készítettem.” Másutt pedig hozzáteszi, hogy „ez a lemezem édesapámnak a mai napig a legkedvesebb mind közül.”

## Dallista
1. Coqueta (Henson-Conant, Jinda, Minucci), 5:03
2. Budapest (Henson-Conant), 6:23
3. Inevitability of You (Henson-Conant), 3:37
4. Fool of the World (Henson-Conant), 5:24
5. Pava Diablo (Henson-Conant), 5:08
6. Nature Girl (Henson-Conant, Minucci), 5:43
7. Swamp Ballet (Henson-Conant, Jinda, Minucci), 5:30
8. Tiger Dreams (Henson-Conant, Jinda), 5:03
9. Daphne's Madness (Henson-Conant, Jinda), 4:06
10. Kerry Dance (Molloy), 4:08

Az internetes változatba első számként bekerült egy Budapest – Introduction című szerzemény is, aminek különlegessége, hogy Henson-Conant az elején a városról beszél, megelőlegezve későbbi sajátos előadói műfaját, amelybe a zene mellett a színészkedés és a stand-up comedy is belekeveredik.

## Külső hivatkozások
- Deborah Henson-Conantː Budapest HarpPost blog
- Zömbik József kritikája